# بيتر هيلاري
بيتر هيلاري (بالإنجليزية: Peter Hillary)‏ هو متسلق جبال نيوزيلندي، ولد في 26 ديسمبر 1954 في أوكلاند في نيوزيلندا.